# Rolf Graf
Rolf Graf   (Unterentfelden, 19 d'agost de 1932 - Baden, 18 de gener de 2019) va ser un ciclista suís que fou professional entre 1952 i 1963. En aquests anys aconseguí 38 victòries. Abans de passar al professionalisme va prendre part en els Jocs Olímpics d'Estiu de 1952 disputats a Hèlsinki, on fou l'abanderat en la cerimònia de clausura.
Entre els seus triomfs destaquen tres Campionats de Suïssa, una Volta a Suïssa, tres etapes al Tour de França, una al Giro d'Itàlia i una Gant-Wevelgem.

## Palmarès
- 1954
  - 1r a la Gant-Wevelgem
  - 1r a la Lucerna-Engelberg
  - 1r al Premi de Soleure
- 1955
  - Vencedor d'una etapa al Tour de Romandia
  - 1r al Gran Premi de Lugano
  - 1r al Gran Premiet de Suïssa
  - 1r al Premi de Locarno
- 1956
  -  Campió de Suïssa en ruta
  - 1r a la Volta a Suïssa i vencedor de 2 etapes
  - 1r al Trofeu Baracchi, amb André Darrigade
  - 1r al Gran Premi de Locle
  - 1r al Gran Premi de Ravena, amb Hugo Koblet
  - 1r al Gran Premi René Strehler
  - Vencedor d'una etapa del Gran Premio Ciclomotoristico
- 1957
  - Vencedor d'una etapa a la Volta a Suïssa
  - 1r al Premi de Basilea
- 1958
  - 1r al Gran Premi de Locle
- 1959
  -  Campió de Suïssa en ruta
  - Vencedor de 2 etapes al Tour de França
  - Vencedor d'una etapa al Giro d'Itàlia
  - Vencedor d'una etapa al Tour de Romandia
  - Vencedor d'una etapa a la Volta a Suïssa
- 1960
  - 1r al Gran Premi Longines
  - 1r al Premi de Niça
  - Vencedor d'una etapa al Tour de França
- 1961
  - Vencedor de 2 etapes a la Volta a Suïssa
  - Vencedor d'una etapa a la Menton-Roma
  - 1r al Tour del Cantó de Ginebra
  - 1r al Premi de Zuric
- 1962
  -  Campió de Suïssa en ruta
  - 1r al Tour del Nord-oest
  - 1r al Tour del Cantó de Ginebra
  - 1r al Gran Premi de Lugano
  - Vencedor d'una etapa al Tour de Romandia

### Resultat al Tour de França
- 1954. Abandona (20a etapa)
- 1955. Abandona (9a etapa)
- 1957. Abandona (7a etapa)
- 1959. 21è de la classificació general. Vencedor de 2 etapes
- 1960. 70è de la classificació general. Vencedor d'una etapa
- 1961. 60è de la classificació general

### Resultat al Giro d'Itàlia
- 1953. Abandona
- 1959. 29è de la classificació general. Vencedor d'una etapa
- 1961. Abandona (7a etapa)